# 피어슨관박쥐
피어슨관박쥐(Rhinolophus pearsonii)는 관박쥐과에 속하는 박쥐의 일종이다. 부탄과 중국, 인도, 라오스, 말레이시아, 미얀마, 네팔, 태국, 베트남에서 발견된다.

## 특징
보통 크기의 박쥐로 몸길이가 51~64mm, 전완장 50.8~54.8mm이다. 꼬리 길이는 16~29mm, 발 길이 9;9~14.2mm, 귀 길이 23~29mm이고 몸무게는 최대 16g이다. 길고 부드러운 털이 무성하게 덮여 있다. 등 쪽은 갈색 또는 갈색빛 노랑을 띠는 반면에 배 쪽은 좀더 밝다. 상당히 길고 넓은 잎코를 갖고 있다.

## 생태
석회암 동굴 속에서 최대 35마리까지 무리를 지어 생활하고, 추울 때는 겨울잠을 잔다. 먹이는 곤충이다. 5월말과 6월초 사이에 새끼와 함께 있는 암컷이 관찰된다.

## 분포 및 서식지
인도아대륙과 중국 남부, 인도차이나에 널리 분포한다. 해발 610~3077m 사이의 산지림과 대나무 숲, 경작지에서 서식한다.